# Smelly cat
Smelly Cat (en español: Gato apestoso) es una canción de la sitcom estadounidense Friends (1994-2004), interpretada originalmente por la actriz estadounidense Lisa Kudrow, quien dio vida al personaje de Phoebe Buffay.
La canción fue escrita por los escritores de Friends Adam Chase y Betsy Borns, con el músico Chrissie Hynde y Kudrow para el personaje de esta última, Phoebe Buffay, y aparece por primera vez en el sexto episodio de la segunda temporada del programa , " El del bebé en el autobús ".
Establecida como una de las favoritas de los fanáticos, "Smelly Cat" se ha asociado estrechamente con Phoebe, Kudrow y la serie, y a menudo las publicaciones de los medios la clasifican entre los momentos más memorables y las canciones destacadas de Friends , incluso rivalizando con el tema principal del programa " I'll Be There for You " en términos de popularidad.
Durante el especial de televisión de Friends: The Reunion de 2021, Kudrow realizó una interpretación especial de la canción con Lady Gaga. Años atrás en agosto de 2015, también lo había interpretado en un concierto en vivo junto a Taylor Swift en la gira de su álbum The 1989 World Tour.

## Antecedentes
En la comedia Friends , la actriz Lisa Kudrow interpreta a Phoebe Buffay , una excéntrica masajista y cantautora aficionada con poco ritmo. El personaje interpreta regularmente sus canciones originales y peculiares en Central Perk, una cafetería con sede en Nueva York en la que ella y sus cinco amigos suelen socializar.
"Smelly Cat" fue escrita para el personaje por Kudrow con Adam Chase , Betsy Borns y Chrissie Hynde . La canción fue concebida en 1995 por Borns, un escritor de Friends que originalmente tenía la intención de que la letra fuera sobre un perro picante titulado "Smelly Dog". Teniendo una tendencia a incorporar aspectos de su vida personal en los episodios de Friends , Borns inicialmente basó la canción en un perro maloliente que una vez tuvo llamado Gouda (llamado así por el queso ), al principio escribiendo " como una oda a su mascota de la infancia", antes de finalmente decidir que una canción sobre un gato maloliente sería más divertida. Chase, otro escritor de Friends , también contribuyó con la letra. Kudrow compuso la melodía ella misma, como lo había hecho con todas las canciones originales de su personaje.